# John Erick Dowdle
John Erick Dowdle (né en décembre 1973 à Saint Paul dans le Minnesota) est un réalisateur américain.

## Filmographie
- 1996 : Full Moon Rising
- 2005 : The Dry Spell
- 2007 : The Poughkeepsie Tapes
- 2008 : En quarantaine (Quarantine)
- 2011 : Devil
- 2014 : Catacombes (également coscénariste)
- 2015 : No Escape